# Gewone koekoekshommel
De gewone koekoekshommel (Bombus campestris) is een vliesvleugelig insect uit de familie bijen en hommels (Apidae). De wetenschappelijke naam van de soort is voor het eerst geldig gepubliceerd in 1801 door Panzer.